# Coluna de Nelson
Estátua do Almirante Nelson no topo da coluna.
A Coluna de Nelson (em inglês: Nelson's Column) é um monumento em homenagem ao Almirante Horatio Nelson, um dos proeminentes comandantes durante as Guerras Napoleônicas. Localiza-se no centro da Trafalgar Square, uma das mais famosas praças de Londres e que leva o nome da Batalha que o vitimou.  
Projetada por William Railton, a coluna foi construída entre 1840 e 1843. É uma coluna coríntia feita a partir de granito de Dartmoor. No topo da coluna encontra-se a estátua de Horatio Nelson em arenito. E na base estão quatro leões de bronze, colocados em 1867.

## História
Em fevereiro de 1838, foi criado um comitê com o objetivo de construir um monumento para o Almirante Horatio Nelson, herói britânico das Guerras Napoleônicas. O Governo cedeu uma área na Trafalgar Square, no centro de Londres e em frente à recém-inaugurada National Gallery. No ano seguinte, 1839, foi organizado um concurso para eleger o projeto para o monumento. O vencedor foi o arquiteto William Railton com seu projeto simples porém requintado de uma coluna coríntia encimada por uma estátua de Nelson. O segundo colocado foi Edward Hodges Baily com o projeto de um obelisco rodeado de esculturas. 
As críticas à organização da competição levaram a uma repetição de todo o processo. Railton revisou partes de seu projeto original e saiu campeão novamente, contudo com a condição de que Edward Hodges Baily projetasse a estátua. O projeto original consistia em uma coluna de 62 metros de altura (incluindo a base e a estátua), porém foi reduzido para 52 metros por questões de estabilidade. A base da coluna seria de arenito, sendo este substituído por granito pouco antes da construção.  
Em julho de 1840, inciaram-se as escavações para a fundação da coluna. Em setembro do mesmo ano, numa cerimônia privada, a pedra fundamental foi assentada por Charles Davison Scott, secretário honorário do comitê e filho do secretário particular de Horatio Nelson - John Scott. A construção seguiu a ritmo lento desde as fundações até a preparação para a colocação da estátua, que decorreu em 1843. 
Em 1844, o comitê do monumento passou por problemas financeiros e decidiu por uma campanha de arrecadação de fundos, tendo obtido apenas 20.485 libras em doações públicas e do Governo. Além disso, por controvérsias quanto a localização do monumento no centro da praça, a instalação das esculturas da base foram adiadas até o ano de 1849, quando a escultura de John Edward Carew da morte de Nelson foi colocada na direção de Whitehall. Em seguida, foi a vez de William F. Woodington e sua versão da Batalha do Nilo. 
A estátua de 5 metros de altura no topo da coluna foi esculpida por Edward Hodges Baily em arenito de Craigleith, doado pelo Duque de Buccleuch, antigo presidente do comitê para o monumento. O capitel coríntio é feito do bronze recuperado do HMS Royal George. Em 1867, foram adicionados os leões de bronze à base da coluna.

## Galeria

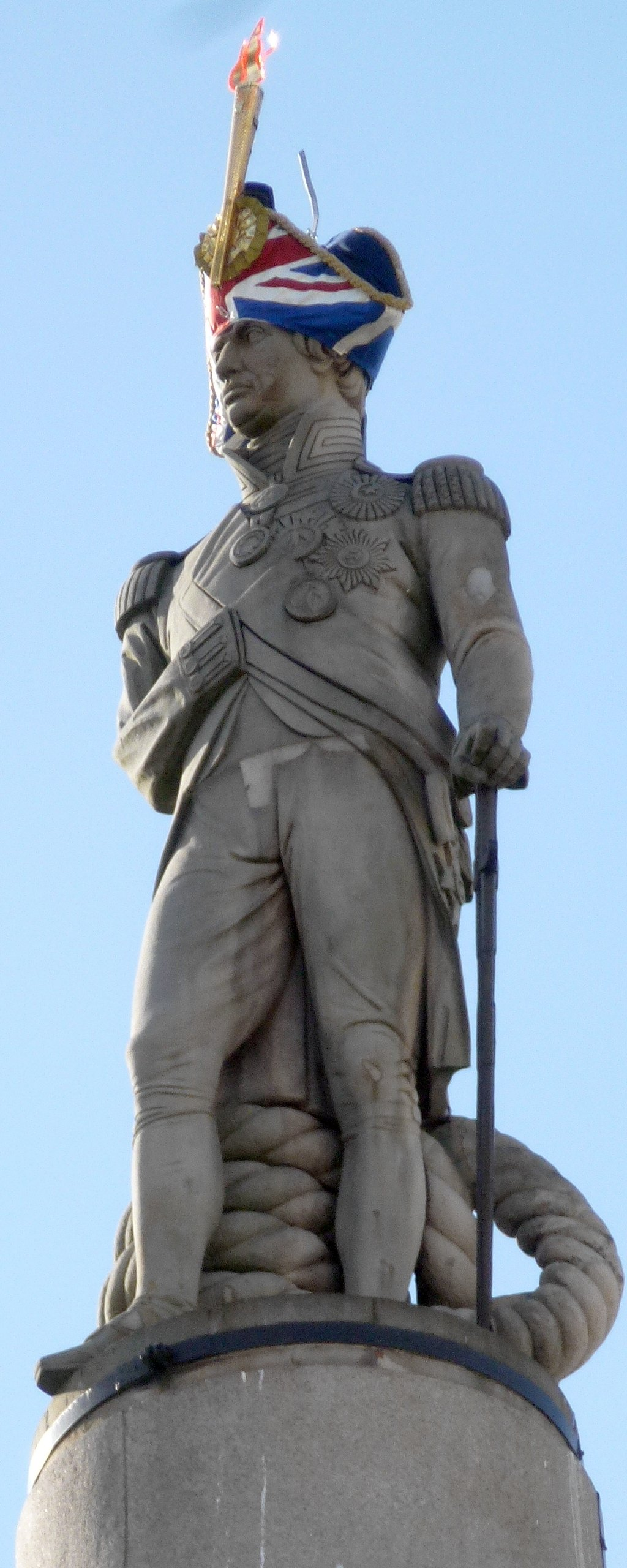
Estátua de Nelson decorada para as Olimpíadas de 2012.
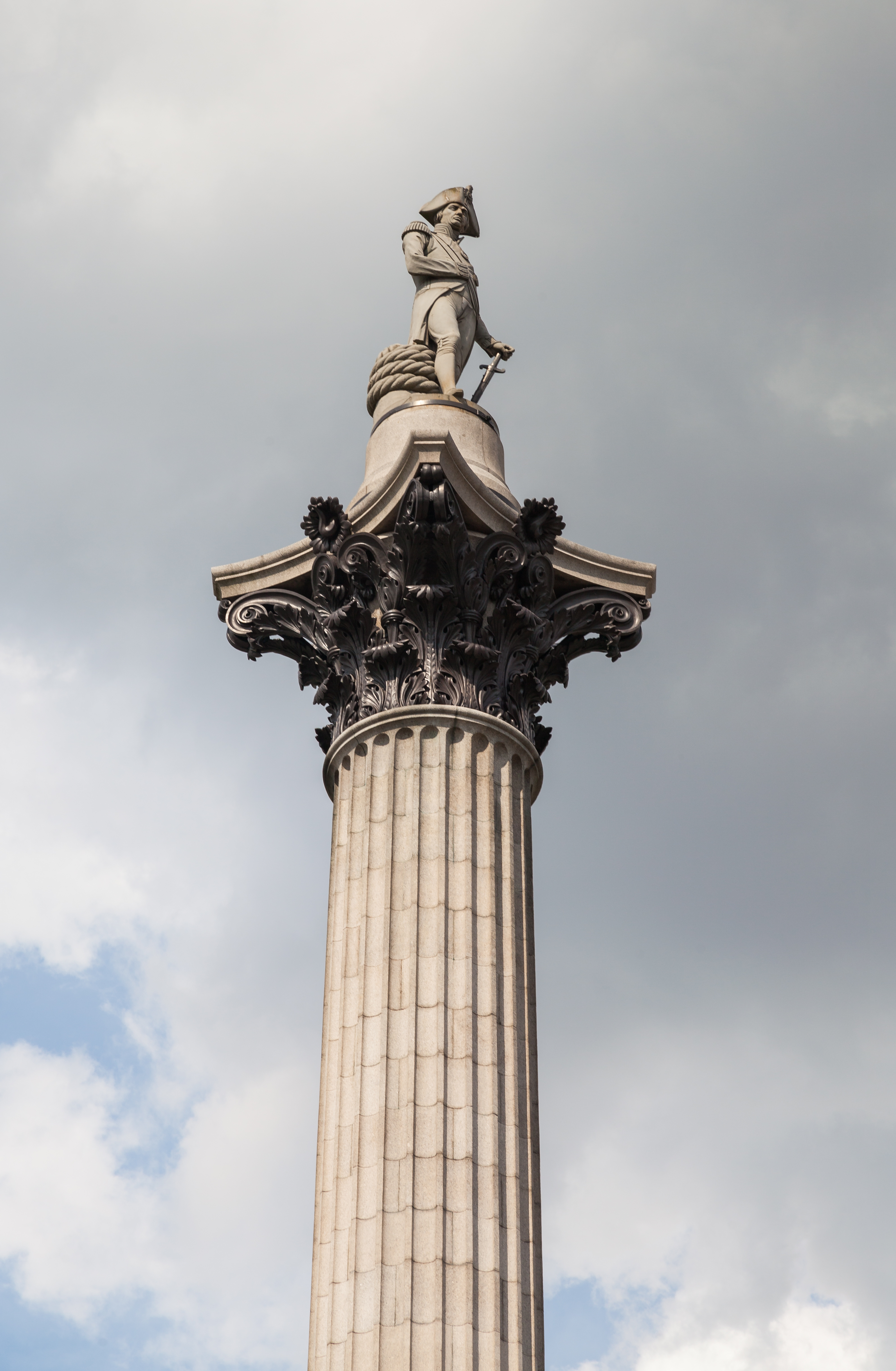
Topo da Coluna de Nelson.
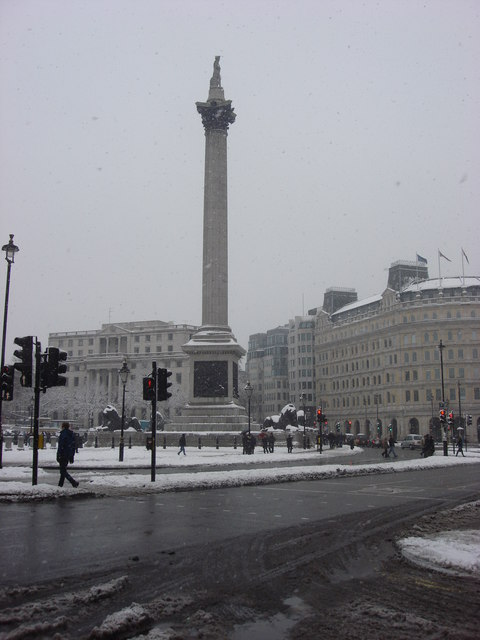
Coluna de Nelson à distância.
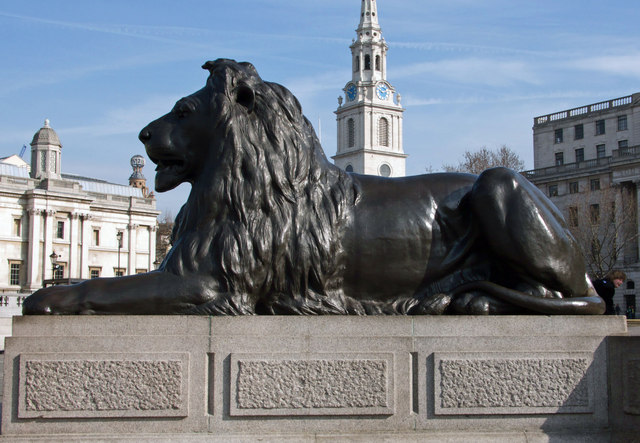
Um dos leões de bronze na base da Coluna.